# Salimenaea integrifolia
Salimenaea es un género monotípico de arbustos perteneciente a la familia Verbenaceae. Su única especie es Salimenaea integrifolia, comúnmente conocida como incayuyo o té del inca. Es originario de Argentina, Bolivia, Chile y Perú.

## Distribución y hábitat
El área de distribución nativa de esta especie se extiende desde Perú y Bolivia hasta el norte de Chile y el norte y centro de la República Argentina, más especialmente en las regiones próximas a la cordillera andina de Catamarca, Córdoba, La Rioja, Salta, Jujuy, y norte de San Juan.
Crece principalmente en el bioma desértico o de matorrales secos.

## Descripción
Arbusto aromático de hasta 1 m de altura con tronco de color grisáceo. Las hojas, de color verde claro, son simples, opuestas, de forma lineal a lanceolada y 1 cm de largo. Las flores blancas, de unos 4 mm, nacen en capítulos axilares de forma globosa. Florece a comienzos de verano.

## Importancia económica y cultural

### Usos en la medicina tradicional
En medicina popular y tradicional se emplean las hojas y las flores en infusión como diurético, emenagogo, estomacal (digestiones lentas, flato), antibiótico (infecciones gonorreicas), sedante y para el tratamiento de afecciones bronco-pulmonares.
Es además utilizada para la elaboración (junto a otras hierbas) de bebidas (de extractos, particularmente sin alcohol) que se comercializan con amplio nivel de ventas en la Argentina y otros países de América del Sur.

## Taxonomía
El género fue descrito por Nataly O'Leary y Pablo Moroni y publicado en Novon 31: 99, en 2023.
La única especie fue descrita inicialmente como Lippia turbinata var. integrifolia por August Heinrich Rudolf Grisebach y publicada en Abhandlungen der Königlichen Gesellschaft der Wissenschaften zu Göttingen 19: 243, en 1874, hoy en día es tanto un sinónimo como el basónimo de esta. Más adelante, sería elevada a especie por Jorge Hieronymus en Boletín de la Academia Nacional de Ciencias, Córdoba, Argentina 4: 406, en 1881, nombre científico que también es un sinónimo actualmente; y ulteriormente sería transferida al género Salimenaea por Nataly O'Leary y Pablo Moroni en Novon 31: 99, en 2023.

#### Etimología
Salimenaea: nombre genérico otorgado en honor de la botánica brasileña Fátima Regina Gonçalves Salimena (fl. 2002).
integrifolia: epíteto latino que significa "con las hojas enteras", en referencia a que los márgenes de sus hojas son enteros.

## Nombres comunes
- Español: Pulco, poleo, incayuyo, té del inca, manzanilla, manzanillo, inca yerba.[2]